# 10 kilomètres marche masculin aux Jeux olympiques d'été de 1948
Pour un article plus général, voir Athlétisme aux Jeux olympiques d'été de 1948.
Navigation
Anvers 1920 Helsinki 1952
L'épreuve du 10 kilomètres marche masculin aux Jeux olympiques de 1948 s'est déroulée les 3 et 7 août 1948 au Stade de Wembley de Londres, au Royaume-Uni. Elle est remportée par le Suédois John Mikaelsson.

## Résultats

### Finale
| Rang               | Athlète           | Pays            | Temps         | Notes |
| ------------------ | ----------------- | --------------- | ------------- | ----- |
| Médaille d'or      | John Mikaelsson   | Suède           | 45 min 13 s 2 |       |
| Médaille d'argent  | Ingemar Johansson | Suède           | 45 min 43 s 8 |       |
| Médaille de bronze | Fritz Schwab      | Suisse          | 46 min 00 s 2 |       |
| 4                  | Charles Morris    | Grande-Bretagne | 46 min 4 s 0  |       |
| 5                  | Harry Churcher    | Grande-Bretagne | 47 min 28 s 0 |       |
| 6                  | Émile Maggi       | France          | 47 min 2 s 8  |       |
| 7                  | Ronald West       | Grande-Bretagne |               |       |
| 8                  | Gianni Corsaro    | Italie          |               |       |
| 9                  | Giuseppe Dordoni  | Italie          |               |       |
|                    | Werner Hardmo     | Suède           |               | DSQ   |